# Liste des châteaux de la Charente
Cet article contient une liste non exhaustive des châteaux du département de la Charente, correspondant à l'ancienne province de l'Angoumois, avec parties de Saintonge à l'ouest, Périgord au sud-est, Limousin à l'est et Poitou au nord.

## Liste
| Icône            | Signification    | Abréviations             | Abréviations                  | Abréviations             | Abréviations           |
| ---------------- | ---------------- | ------------------------ | ----------------------------- | ------------------------ | ---------------------- |
| Château fort     | Château fort     | = Bastide                | = Ferme fortifiée             | = Maison forte           | = (Néo-)Palladianisme  |
| Renaissance      | Renaissance      | = Château gascon         | = Folie (montpelliéraine)     | = Manoir, Gentilhommière | = Résidence épiscopale |
| Domaine viticole | Domaine viticole | = Classicisme, classique | = Forteresse, fort(ification) | = Maison (noble)         | = Style Beaux-Arts     |
| Palais           | Palais           | = Commanderie            | = Gothique (flamboyant)       | = Néo-baroque            | = Style Second Empire  |
| Ruine ou disparu | Ruine, disparu   | = Château pinardier      | = Hôtel particulier           | = Néo-classique          | = Style italianisant   |
|                  |                  | = Demeure seigneuriale   | ... = Style Louis XII...XVI   | = Néo-gothique           | = Style troubadour     |
|                  |                  | = Éclectisme             | = Logis (seigneurial)         | = Néo-Renaissance        | = Villa (de Nice)      |
| Baroque, rococo  | Baroque, rococo  | = Édifice religieux      | = Motte castrale/féodale      | = Pavillon de chasse     | = Styles du XXe siècle |

| Type                                                | Château                                      | Commune                     | Protection                                                                                              | Notes                                                        | Coordonnées                 | Illustration |
| --------------------------------------------------- | -------------------------------------------- | --------------------------- | --- | ------------------------------------------------------------ | --------------------------- | ------------ |
| Néo-classique · Néo-gothique                        | Château de l'Abrègement                      | Bioussac                    | Inscrit MH (2014) · Notice no PA16000056                                                                | XVIIe et XIXe siècles                                        | 46° 01′ 42″ N, 0° 16′ 48″ E |              |
| Manoir, gentilhommière                              | Manoir d'Aizecq                              | Nanteuil-en-Vallée          | Inscrit MH (2002) · Notice no PA16000024                                                                | XVIe siècle                                                  | 45° 59′ 24″ N, 0° 16′ 51″ E |              |
| Château fort · Ruine ou disparu                     | Castrum d'Andone                             | Villejoubert                | Classé MH (1986) · Notice no PA00104544                                                                 | Xe et XIe siècles                                            | 45° 47′ 29″ N, 0° 09′ 53″ E |              |
| Château fort · Néo-gothique                         | Hôtel de ville d'Angoulême                   | Angoulême                   | Inscrit MH (1929) · Notice no PA00104211                                                                | XIIIe et XIXe siècles                                        | 45° 38′ 54″ N, 0° 09′ 23″ E |              |
| Château fort                                        | Château d'Anqueville                         | Bouteville                  | | XIIIe et XVe siècles                                         | 45° 37′ 52″ N, 0° 07′ 15″ O |              |
| Château fort · Renaissance                          | Château d'Ardenne                            | Moulidars                   | Inscrit MH (1952) · Notice no PA00104433                                                                | XIIe et XVIIIe siècles                                       | 45° 39′ 45″ N, 0° 02′ 16″ O |              |
| Renaissance                                         | Château d'Ars                                | Ars                         | Inscrit MH (1988) · Notice no PA00104231                                                                | XVIe et XVIIIe siècles                                       | 45° 38′ 45″ N, 0° 23′ 24″ O |              |
| Château fort                                        | Château d'Aubeterre                          | Aubeterre-sur-Dronne        | Inscrit MH (1973) · Notice no PA00104233                                                                | XIe et XVIe siècles                                          | 45° 16′ 19″ N, 0° 10′ 14″ E |              |
| Maison (noble)                                      | Château de Bagnolet                          | Cognac                      | | 1810                                                         | 45° 42′ 48″ N, 0° 19′ 13″ O |              |
| Manoir, gentilhommière                              | Château de Balzac                            | Balzac                      | Inscrit MH (2007, 2020) · Notice no PA00104236                                                          | vers 1600                                                    | 45° 42′ 27″ N, 0° 06′ 33″ E |              |
| Renaissance                                         | Château de Barbezières                       | Barbezières                 | Inscrit MH (1925) · Notice no PA00104237                                                                | XVe siècle                                                   | 45° 54′ 42″ N, 0° 05′ 25″ O |              |
| Château fort · Gothique (flamboyant) · Néo-gothique | Château de Barbezieux                        | Barbezieux-Saint-Hilaire    | Classé MH (1913) · Inscrit MH (2004) · Notice no PA00104238                                             | XVe et XIXe siècles                                          | 45° 28′ 23″ N, 0° 09′ 27″ O |              |
| Renaissance · Logis                                 | Château de la Barre (Logis de la Barre)      | Villejoubert                | Inscrit MH (1990) · Notice no PA00104559                                                                | XVIe et XVIIIe siècles                                       | 45° 47′ 41″ N, 0° 09′ 49″ E |              |
| Château fort                                        | Château de Bayers                            | Bayers                      | Inscrit MH (1989, 2003, 2004) · Notice no PA00104244                                                    | XIIe et XVe siècles                                          | 45° 55′ 13″ N, 0° 13′ 45″ E |              |
| Manoir, gentilhommière · Domaine viticole           | Château de Beauregard                        | Juillac-le-Coq              | Inscrit MH (1988) · Notice no PA00104387 · Notice no IA00042165                                         | XVIIe siècle                                                 | 45° 35′ 21″ N, 0° 15′ 02″ O |              |
| Renaissance                                         | Château de Belleville                        | Feuillade                   | | XVIe siècle                                                  | 45° 36′ 28″ N, 0° 28′ 17″ E |              |
| Néo-gothique                                        | Château de Bellevue                          | Saint-Avit                  | | XVIIe et XXe siècles, chambres d'hôtes                       | 45° 14′ 14″ N, 0° 02′ 59″ E |              |
| Renaissance                                         | Château de Blanzaguet                        | Blanzaguet-Saint-Cybard     | | XVIe siècle, mairie                                          | 45° 24′ 00″ N, 0° 07′ 45″ E |              |
| Renaissance                                         | Château de Bonnes                            | Bonnes                      | Inscrit MH (1974, 1995) · Notice no PA00104252                                                          | XVIe et XVIIe siècles                                        | 45° 14′ 23″ N, 0° 09′ 02″ E |              |
| Classicisme, classique · Style Louis XIV            | Château de Bouëx                             | Bouëx                       | Inscrit MH (2009) · Notice no PA16000041                                                                | XVe et XVIIIe siècles                                        | 45° 36′ 53″ N, 0° 19′ 03″ E |              |
| Renaissance · Logis · Pavillon de chasse            | Logis du Bouquet                             | Javrezac                    | | XVIe siècle                                                  | 45° 42′ 21″ N, 0° 22′ 18″ O |              |
| Renaissance · Manoir, gentilhommière                | Château de Bourg-Charente                    | Bourg-Charente              | | 1607-XIXe siècle                                             | 45° 40′ 35″ N, 0° 13′ 33″ O |              |
| Logis                                               | Logis de Bourgneuf                           | Cherves-Richemont           | | XVIe siècle                                                  | 45° 43′ 08″ N, 0° 22′ 47″ O |              |
| Château fort · Renaissance                          | Château de Bourgon                           | Valence                     | Inscrit MH (2011) · Notice no PA16000047                                                                | XIIIe et XVe siècles                                         | 45° 53′ 15″ N, 0° 18′ 48″ E |              |
| Logis · Classicisme, classique                      | Logis de Boussac                             | Cherves-Richemont           | Inscrit MH (1987) · Notice no PA00104300                                                                | XVIIe siècle                                                 | 45° 43′ 39″ N, 0° 21′ 16″ O |              |
| Château fort · Ruine ou disparu                     | Château de Bouteville                        | Bouteville                  | Classé MH (1984) · Notice no PA00104256                                                                 | XIe siècle, XVIe et XVIIIe siècles                           | 45° 36′ 01″ N, 0° 08′ 06″ O |              |
| Manoir, gentilhommière                              | Château de la Bréchinie                      | Grassac                     | Inscrit MH (1993) · Notice no PA00125676                                                                | XVIIe et XVIIIe siècles                                      | 45° 34′ 29″ N, 0° 24′ 58″ E |              |
| Renaissance                                         | Château du Breuil                            | Bonneuil                    | Inscrit MH (1952) · Notice no PA00104253 · Notice no IA00041589                                         | XVIe et XVIIIe siècles                                       | 45° 34′ 24″ N, 0° 09′ 13″ O |              |
| Château fort · Néo-classique                        | Tour du Breuil                               | Dignac                      | Inscrit MH (1964) · Notice no PA00104354                                                                | XIVe et XIXe siècles                                         | 45° 33′ 42″ N, 0° 17′ 27″ E |              |
| Renaissance                                         | Château du Breuil-Goulard                    | Londigny                    | « Photo », notice no ARR54_021610401ZA                                                                  | XVIe et XVIIIe siècles                                       | 46° 05′ 35″ N, 0° 07′ 54″ E |              |
| Château fort · Renaissance                          | Château de Brigueuil                         | Brigueuil                   | | XIe et XVIIIe siècles                                        | 45° 57′ 12″ N, 0° 51′ 32″ E |              |
| Château fort · Ruine ou disparu                     | Château de Brillac                           | Brillac                     | | XIIe et XIIIe siècles                                        | 46° 03′ 37″ N, 0° 46′ 39″ E |              |
| Renaissance                                         | Château de Cellettes                         | Cellettes                   | Inscrit MH (2004) · Notice no PA16000029                                                                | XVIe et XVIIIe siècles                                       | 45° 51′ 51″ N, 0° 08′ 44″ E |              |
| Néo-gothique                                        | Château des Chabannes                        | Jarnac                      | Inscrit MH (2003) · Notice no PA16000027                                                                | XIXe siècle                                                  | 45° 40′ 40″ N, 0° 09′ 44″ O |              |
| Château fort · Renaissance                          | Château de Chabrot                           | Montbron                    | Inscrit MH (1973) · Notice no PA00104425                                                                | XIVe et XVIe siècles                                         | 45° 40′ 33″ N, 0° 30′ 48″ E |              |
| Château fort · Ruine ou disparu · Renaissance       | Donjon de la Chaise                          | Vouthon                     | Inscrit MH (1988) · Notice no PA00104548                                                                | XIe siècle, XVe et XVIe siècles et château de la Renaissance | 45° 40′ 13″ N, 0° 26′ 44″ E |              |
| Château fort · Renaissance                          | Château de Chalais                           | Chalais                     | Inscrit MH (2002) · Classé MH (2003) · Notice no PA00104272                                             | XIe siècle, XVIe et XVIIIe siècles                           | 45° 16′ 24″ N, 0° 02′ 16″ E |              |
| Logis                                               | Logis de Chalonne                            | Fléac                       | | Moyen Âge, XVIIIe siècle                                     | 45° 40′ 07″ N, 0° 05′ 55″ E |              |
| Logis                                               | Logis de Chalonne                            | Gond-Pontouvre              | | XIIe siècle, XVIIIe siècle                                   | 45° 41′ 21″ N, 0° 09′ 24″ E |              |
| Château fort · Renaissance                          | Château de Chambes                           | Roumazières-Loubert         | Inscrit MH (2009) · Notice no PA16000044                                                                | XIIIe et XVIe siècles, XVIIe et XIXe siècles                 | 45° 54′ 35″ N, 0° 34′ 50″ E |              |
| Château fort                                        | Château de Champagne                         | Champagne-Mouton            | Notice no IA16000602                                                                                    | Moyen Âge, XVIIe et XIXe siècles                             | 45° 59′ 33″ N, 0° 24′ 44″ E |              |
| Maison (noble) · Domaine viticole                   | Château de Chanteloup                        | Cherves-Richemont           | | XIXe et XXe siècles, néo-normand                             | 45° 43′ 26″ N, 0° 20′ 54″ O |              |
| Néo-classique · Domaine viticole                    | Château de la Chapelle                       | Champmillon                 | Inscrit MH (1976) · Notice no PA00104278                                                                | VIIe et XVIIIe siècles, XIXe siècle                          | 45° 38′ 50″ N, 0° 00′ 58″ E |              |
| Commanderie · Renaissance                           | Château de Charmant, Commanderie de Charmant | Charmant                    | Classé MH (1925) · Notice no PA00104283                                                                 | XIIIe siècle, XVIe et XVIIIe siècles                         | 45° 29′ 47″ N, 0° 11′ 03″ E |              |
| Classicisme, classique · Style Louis XIV            | Château de Charras                           | Charras                     | Inscrit MH (1992) · Notice no PA00104585                                                                | XVIIe et XVIIIe siècles                                      | 45° 32′ 37″ N, 0° 24′ 58″ E |              |
| Néo-classique                                       | Château du Châtelard                         | Passirac                    | Notice no IA00041159                                                                                    | XIXe siècle                                                  | 45° 20′ 36″ N, 0° 03′ 54″ O |              |
| Néo-classique                                       | Château de Châtenay                          | Cognac                      | Notice no IA00052921                                                                                    | XIXe siècle                                                  | 45° 42′ 26″ N, 0° 18′ 51″ O |              |
| Renaissance                                         | Château de Chenon                            | Chenon                      | Inscrit MH (1987) · Notice no PA00104293                                                                | XVe et XVIIe siècles                                         | 45° 56′ 59″ N, 0° 14′ 46″ E |              |
| Manoir, gentilhommière · Logis                      | Logis de Cherconnay                          | Longré                      | Inscrit MH (1991) · Notice no PA00104561                                                                | XIVe et XVe siècles                                          | 45° 59′ 14″ N, 0° 01′ 24″ O |              |
| Classicisme, classique · Domaine viticole           | Château Chesnel                              | Cherves-Richemont           | Inscrit MH (1965) · Notice no PA00104296                                                                | XVIIe siècle                                                 | 45° 45′ 07″ N, 0° 22′ 08″ O |              |
| Château fort · Renaissance                          | Château de la Chétardie                      | Exideuil                    | Inscrit MH (1973) · Notice no PA00104367                                                                | XVIe et XVIIe siècles                                        | 45° 53′ 02″ N, 0° 40′ 10″ E |              |
| Château fort · Renaissance                          | Château de Chillac                           | Chillac                     | Inscrit MH (1961) · Notice no PA00104302                                                                | XIe et XVe siècles                                           | 45° 21′ 53″ N, 0° 04′ 52″ O |              |
| Château fort · Renaissance · Domaine viticole       | Château de Cognac (Château de François Ier)  | Cognac                      | Inscrit MH (1925) · Notice no PA00104306 · Notice no IA00052920                                         | XIIe et XVe siècles XVIe et XIXe siècles                     | 45° 41′ 54″ N, 0° 19′ 48″ O |              |
| Manoir, gentilhommière · Renaissance                | Manoir des Comtes                            | Confolens                   | Inscrit MH (1973) · Notice no PA00104337                                                                | XVe et XVIe siècles                                          | 46° 00′ 55″ N, 0° 40′ 29″ E |              |
| Château fort · Ruine ou disparu                     | Château de Confolens                         | Confolens                   | | Moyen Âge                                                    | 46° 00′ 49″ N, 0° 40′ 28″ E |              |
| Logis · Domaine viticole                            | Logis de la Cour                             | Moulidars                   | | Moyen Âge                                                    | 45° 39′ 46″ N, 0° 01′ 58″ O |              |
| Néo-classique · Domaine viticole                    | Château du Coureau                           | Salles-d'Angles             | | XVIIe et XVIIIe siècles                                      | 45° 36′ 24″ N, 0° 21′ 55″ O |              |
| Néo-gothique                                        | Château de Cressé                            | Bourg-Charente              | | XIXe siècle                                                  | 45° 40′ 22″ N, 0° 12′ 05″ O |              |
|                                                     | Domaine d'Échoisy                            | Cellettes                   | Inscrit MH (1994) · Notice no PA00132803                                                                |                                                              | 45° 52′ 48″ N, 0° 08′ 05″ E |              |
| Logis                                               | Logis de l'Éclopard                          | Gensac-la-Pallue            | Inscrit MH (1986) · Notice no PA00104359                                                                |                                                              | 45° 38′ 58″ N, 0° 16′ 23″ O |              |
|                                                     | Château des Étangs                           | Massignac                   | |                                                              | 45° 46′ 31″ N, 0° 38′ 35″ E |              |
|                                                     | Château de la Faye                           | Deviat                      | Inscrit MH (1992) · Notice no PA00104584                                                                |                                                              | 45° 24′ 41″ N, 0° 01′ 04″ E |              |
|                                                     | Château de Fayolle                           | Abzac                       | |                                                              | 46° 05′ 50″ N, 0° 41′ 39″ E |              |
|                                                     | Château de Ferrières                         | Montbron                    | Inscrit MH (1973) · Notice no PA00104426                                                                |                                                              | 45° 40′ 35″ N, 0° 30′ 40″ E |              |
| Logis                                               | Logis de Fissac                              | Ruelle-sur-Touvre           | Inscrit MH (1969) · Notice no PA00104479                                                                |                                                              | 45° 40′ 53″ N, 0° 12′ 45″ E |              |
|                                                     | Château de Fleurac                           | Fleurac                     | |                                                              | 45° 43′ 10″ N, 0° 05′ 07″ O |              |
|                                                     | Château de Fleurac                           | Nersac                      | Inscrit MH (1988) · Notice no PA00104443                                                                |                                                              | 45° 38′ 27″ N, 0° 05′ 07″ E |              |
|                                                     | Château de la Foy                            | Mouthiers-sur-Boëme         | Inscrit MH (1963) · Notice no PA00104436                                                                |                                                              | 45° 33′ 55″ N, 0° 08′ 14″ E |              |
|                                                     | Château de Fontguyon                         | Saint-Amant-de-Nouère       | Inscrit MH (1989) · Classé MH (1994) · Notice no PA00104556                                             |                                                              | 45° 43′ 21″ N, 0° 00′ 03″ O |              |
| Logis                                               | Logis de Forge                               | Mouthiers-sur-Boëme         | Inscrit MH (2005) · Notice no PA16000033                                                                |                                                              | 45° 33′ 03″ N, 0° 07′ 41″ E |              |
| Château fort · Renaissance                          | Château de la Foucaudie                      | Nersac                      | | Moyen Âge, XVIe et XVIIe siècles, mairie                     | 45° 37′ 33″ N, 0° 03′ 03″ E |              |
| Logis                                               | Logis de Frégeneuil                          | Soyaux                      | Inscrit MH (1996) · Notice no PA16000005                                                                |                                                              | 45° 37′ 56″ N, 0° 11′ 31″ E |              |
| Néo-gothique                                        | Château de Gademoulin                        | Gensac-la-Pallue            | Notice no IA00042102                                                                                    | XIVe et XVIIe siècles, XIXe siècle                           | 45° 40′ 47″ N, 0° 15′ 32″ O |              |
|                                                     | Château de Garde-Épée                        | Saint-Brice                 | Inscrit MH (1973) · Notice no PA00104494                                                                |                                                              | 45° 41′ 13″ N, 0° 16′ 39″ O |              |
|                                                     | Château de Gorce                             | Pleuville                   | Inscrit MH (2002) · Notice no PA16000025                                                                |                                                              | 46° 04′ 07″ N, 0° 29′ 48″ E |              |
|                                                     | Château de Gourville                         | Gourville                   | |                                                              | 45° 49′ 44″ N, 0° 00′ 51″ O |              |
| Styles xxe siècle                                   | Château de la Grange                         | Rouffiac                    | | XIXe siècle                                                  | 45° 15′ 48″ N, 0° 04′ 57″ E |              |
|                                                     | Château de Gurat                             | Gurat                       | |                                                              | 45° 25′ 48″ N, 0° 16′ 13″ E |              |
| Ruine ou disparu                                    | Château de Jarnac                            | Jarnac                      | |                                                              | 45° 40′ 40″ N, 0° 10′ 18″ O |              |
|                                                     | Château de Juillac-le-Coq                    | Juillac-le-Coq              | |                                                              | 45° 35′ 24″ N, 0° 15′ 41″ O |              |
| Château fort · Classicisme, classique               | Château de Juyers                            | Champagne-Mouton            | Notice no IA16000816                                                                                    | XVe et XVIIe siècles                                         | 45° 58′ 53″ N, 0° 25′ 39″ E |              |
| Logis                                               | Logis de Lafont                              | Mérignac                    | Notice no IA00042584                                                                                    | XVIIe et XIXe siècles                                        | 45° 40′ 43″ N, 0° 04′ 38″ O |              |
|                                                     | Château de Lavaud                            | Montbron                    | |                                                              | 45° 40′ 46″ N, 0° 30′ 14″ E |              |
| Logis                                               | Logis de la Lèche                            | Touvre                      | Inscrit MH (1994) · Notice no PA00132779                                                                |                                                              | 45° 39′ 22″ N, 0° 15′ 30″ E |              |
|                                                     | Château de la Léotardie                      | Nonac                       | Inscrit MH (1944) · Notice no PA00104446                                                                |                                                              | 45° 25′ 23″ N, 0° 04′ 03″ E |              |
| Néo-Renaissance · Domaine viticole                  | Château de Lignères                          | Rouillac                    | Notice no IA00066358                                                                                    | XIXe et XXe siècles, distillerie du pays du Cognac           | 45° 48′ 20″ N, 0° 03′ 18″ O |              |
|                                                     | Château de Lignières                         | Lignières-Sonneville        | Inscrit MH (1973) · Classé MH (1977) · Notice no PA00104393 · Notice no IA00042186                      |                                                              | 45° 33′ 28″ N, 0° 10′ 57″ O |              |
| Néo-baroque · Néo-gothique · Néo-Renaissance        | Château de Londigny (Château du Peu)         | Londigny                    | « Photo », notice no AP67L03161 « Photo », notice no AP67L05153                                         | XVe siècle, XVIIe et XIXe siècles                            | 46° 04′ 34″ N, 0° 08′ 15″ E |              |
| Motte castrale ou féodale · Ruine ou disparu        | Motte féodale de Loubert                     | Roumazières-Loubert         | |                                                              | 45° 54′ 56″ N, 0° 35′ 09″ E |              |
| Logis                                               | Logis de Lugérat                             | Montignac                   | |                                                              | 45° 47′ 04″ N, 0° 05′ 18″ E |              |
| Classicisme, classique · Néo-gothique               | Château de Mailleberchie                     | Villebois-Lavalette         | | XVIIe et XIXe siècles                                        | 45° 27′ 41″ N, 0° 17′ 30″ E |              |
|                                                     | Château de Maillou                           | Saint-Saturnin              | |                                                              | 45° 39′ 27″ N, 0° 02′ 03″ E |              |
| Logis                                               | Logis du Maine-Giraud                        | Champagne-Vigny             | Inscrit MH (1967) · Notice no PA00104277                                                                |                                                              | 45° 29′ 50″ N, 0° 01′ 45″ E |              |
|                                                     | Château de Marendat                          | Montbron                    | |                                                              | 45° 39′ 00″ N, 0° 27′ 59″ E |              |
| Château fort · Ruine ou disparu                     | Donjon de Marthon                            | Marthon                     | Inscrit MH (1928) · Notice no PA00104416                                                                |                                                              | 45° 36′ 45″ N, 0° 26′ 43″ E |              |
| Château fort · Renaissance                          | Château de Massignac                         | Alloue                      | Notice no IA16001643                                                                                    | XVe et XIXe siècles                                          | 46° 00′ 07″ N, 0° 31′ 52″ E |              |
| Logis                                               | Logis de Maumont                             | Magnac-sur-Touvre           | |                                                              | 45° 39′ 46″ N, 0° 14′ 26″ E |              |
|                                                     | Château de Menet                             | Montbron                    | Inscrit MH (1983) · Notice no PA00104427                                                                |                                                              | 45° 40′ 03″ N, 0° 30′ 53″ E |              |
|                                                     | Château de la Mercerie                       | Magnac-Lavalette            | Inscrit MH (2012) · Notice no PA00104405                                                                |                                                              | 45° 30′ 05″ N, 0° 14′ 32″ E |              |
| Renaissance                                         | Château de Mérignac                          | Mérignac                    | Notice no IA00042572                                                                                    | XVIe et XVIIe siècles, XIXe siècle                           | 45° 41′ 57″ N, 0° 04′ 38″ O |              |
| Motte castrale ou féodale · Ruine ou disparu        | Château de Merpins                           | Merpins                     | Inscrit MH (1973) · Notice no PA00104421 · Notice no IA00059252                                         | Xe et XIIIe siècles                                          | 45° 40′ 35″ N, 0° 23′ 46″ O |              |
| Manoir, gentilhommière                              | Château de Montausier                        | Baignes                     | | (tour, et manoir de l'abbé Michon)                           | 45° 23′ 15″ N, 0° 14′ 20″ O |              |
|                                                     | Château de Montbron                          | Montbron                    | Classé MH (1985) · Inscrit MH (1985) · Notice no PA00104424                                             |                                                              | 45° 40′ 04″ N, 0° 29′ 49″ E |              |
|                                                     | Château de Montchaude                        | Montmérac                   | |                                                              | 45° 26′ 52″ N, 0° 12′ 06″ O |              |
| Château fort                                        | Donjon de Montignac                          | Montignac-Charente          | Inscrit MH (1962) · Notice no PA00104430                                                                |                                                              | 45° 47′ 03″ N, 0° 07′ 26″ E |              |
|                                                     | Château de Montjourdain                      | Chassors                    | Inscrit MH (1968) · Notice no PA00104288                                                                |                                                              | 45° 41′ 51″ N, 0° 11′ 44″ O |              |
|                                                     | Château de Montmoreau                        | Montmoreau                  | Classé MH (1952) · Notice no PA00104431                                                                 |                                                              | 45° 24′ 00″ N, 0° 07′ 45″ E |              |
| Logis · Domaine viticole                            | Logis de la Mothe                            | Criteuil-la-Magdeleine      | |                                                              | 45° 32′ 07″ N, 0° 12′ 56″ O |              |
| Logis                                               | Logis de Nanclas                             | Jarnac                      | Inscrit MH (1985) · Notice no PA00104386 · Notice no IA00042831                                         |                                                              | 45° 41′ 20″ N, 0° 11′ 25″ O |              |
| Logis                                               | Logis de Nanteuil                            | Sers                        | Inscrit MH (1997) · Notice no PA16000009                                                                |                                                              | 45° 35′ 57″ N, 0° 19′ 17″ E |              |
| Style troubadour                                    | Château de Nieuil                            | Nieuil                      | Inscrit MH (2014) · Notice no PA16000058                                                                |                                                              | 45° 52′ 52″ N, 0° 31′ 15″ E |              |
| Domaine viticole                                    | Château de l'Oisellerie                      | La Couronne                 | Classé MH (1911) · Inscrit MH (1992) · Notice no PA00104348                                             |                                                              | 45° 37′ 30″ N, 0° 06′ 12″ E |              |
|                                                     | Château d'Ordières                           | Benest                      | Inscrit MH (1989) · Notice no PA00104552                                                                |                                                              | 46° 03′ 00″ N, 0° 28′ 23″ E |              |
|                                                     | Château de la Petite Mothe                   | Feuillade                   | |                                                              | 45° 36′ 16″ N, 0° 28′ 35″ E |              |
|                                                     | Château de Peyras                            | Roumazières-Loubert         | Inscrit MH (1998) · Notice no PA16000014                                                                |                                                              | 45° 52′ 18″ N, 0° 36′ 23″ E |              |
|                                                     | Château des Pins                             | Les Pins                    | Inscrit MH (1958) · Notice no PA00104455                                                                |                                                              | 45° 49′ 15″ N, 0° 23′ 25″ E |              |
| Logis                                               | Logis du Portal                              | Vars                        | Inscrit MH (2006) · Notice no PA16000034                                                                |                                                              | 45° 45′ 56″ N, 0° 06′ 41″ E |              |
|                                                     | Château du Pouyaud                           | Dignac                      | Inscrit MH (1966) · Notice no PA00104353                                                                |                                                              | 45° 33′ 15″ N, 0° 15′ 58″ E |              |
| Ruine ou disparu                                    | Château de Pranzac                           | Pranzac                     | |                                                              | 45° 40′ 16″ N, 0° 21′ 04″ E |              |
|                                                     | Château de Praisnaud                         | Ambernac                    | Inscrit MH (2004) · Notice no PA16000032                                                                |                                                              | 45° 59′ 12″ N, 0° 34′ 23″ E |              |
|                                                     | Château de Pressac                           | Saint-Quentin-sur-Charente  | |                                                              | 45° 51′ 14″ N, 0° 39′ 47″ E |              |
|                                                     | Château de Puybautier                        | Saint-Coutant               | Inscrit MH (2001) · Notice no PA16000016 · Notice no IA16001823                                         |                                                              | 46° 00′ 35″ N, 0° 25′ 09″ E |              |
| Logis                                               | Logis de Puygâty                             | Chadurie                    | Inscrit MH (1987) · Notice no PA00104271                                                                |                                                              | 45° 31′ 27″ N, 0° 08′ 45″ E |              |
|                                                     | Château de Puyvidal                          | Saint-Projet-Saint-Constant | Inscrit MH (2006) · Notice no PA16000036                                                                |                                                              | 45° 43′ 25″ N, 0° 20′ 29″ E |              |
|                                                     | Château de Rancogne                          | Rancogne                    | |                                                              | 45° 41′ 46″ N, 0° 24′ 24″ E |              |
|                                                     | Château du Repaire                           | Rougnac                     | Inscrit MH (1997) · Notice no PA16000006                                                                |                                                              | 45° 32′ 29″ N, 0° 21′ 56″ E |              |
| Logis                                               | Logis de Ribérolles                          | Rivières                    | Inscrit MH (2010) · Notice no PA16000046                                                                |                                                              | 45° 45′ 40″ N, 0° 21′ 26″ E |              |
|                                                     | Château de Richemont                         | Cherves-Richemont           | |                                                              | 45° 43′ 11″ N, 0° 21′ 41″ O |              |
|                                                     | Château de la Rochandry                      | Mouthiers-sur-Boëme         | |                                                              | 45° 33′ 36″ N, 0° 06′ 59″ E |              |
|                                                     | Château de la Rochebeaucourt                 | Édon                        | Inscrit MH (1990) · Notice no PA00104558                                                                |                                                              | 45° 29′ 13″ N, 0° 22′ 33″ E |              |
| Logis                                               | Logis de Rochebertier                        | Vilhonneur                  | Inscrit MH (1986) · Notice no PA00104540                                                                |                                                              | 45° 41′ 19″ N, 0° 25′ 20″ E |              |
|                                                     | Château de Rochebrune                        | Étagnac                     | Inscrit MH (1959) · Notice no PA00104364                                                                |                                                              | 45° 53′ 48″ N, 0° 47′ 14″ E |              |
| Renaissance                                         | Château de La Rochefoucauld                  | La Rochefoucauld            | Classé MH (1955) · Notice no PA00104467                                                                 |                                                              | 45° 44′ 30″ N, 0° 22′ 49″ E |              |
|                                                     | Château de La Rochette                       | La Rochette                 | Inscrit MH (1992) · Notice no PA00104586                                                                |                                                              | 45° 48′ 12″ N, 0° 18′ 43″ E |              |
|                                                     | Château de Roissac                           | Angeac-Champagne            | Inscrit MH (1989) · Notice no PA00104551                                                                |                                                              | 45° 37′ 04″ N, 0° 16′ 59″ O |              |
| Logis                                               | Logis de Saint-Amant-de-Bonnieure            | Saint-Amant-de-Bonnieure    | Classé MH (1983) · Notice no PA00104486                                                                 |                                                              | 45° 51′ 08″ N, 0° 17′ 38″ E |              |
|                                                     | Château de Saint-Brice                       | Saint-Brice                 | Inscrit MH (1971) · Notice no PA00104490                                                                |                                                              | 45° 41′ 14″ N, 0° 16′ 39″ O |              |
| Château fort · Ruine ou disparu                     | Château de Saint-Germain-de-Confolens        | Confolens                   | Inscrit MH (1925, 2016) · Notice no PA00104502                                                          |                                                              | 46° 03′ 13″ N, 0° 41′ 03″ E |              |
| Néo-Renaissance                                     | Château Saint-Martial                        | Jarnac                      | Inscrit MH (2014) · Notice no PA16000057                                                                |                                                              | 45° 40′ 43″ N, 0° 10′ 08″ O |              |
|                                                     | Château de Saint-Mary                        | Saint-Mary                  | |                                                              | 45° 49′ 58″ N, 0° 23′ 25″ E |              |
| Logis                                               | Logis de Saint-Rémy                          | Cherves-Richemont           | Inscrit MH (1979) · Notice no PA00104301                                                                |                                                              | 45° 42′ 52″ N, 0° 22′ 36″ O |              |
|                                                     | Château de Sainte-Catherine                  | Montbron                    | |                                                              | 45° 38′ 15″ N, 0° 29′ 16″ E |              |
|                                                     | Château de Sansac                            | Beaulieu-sur-Sonnette       | |                                                              | 45° 55′ 21″ N, 0° 21′ 22″ E |              |
|                                                     | Château de Saveille                          | Paizay-Naudouin-Embourie    | Inscrit MH (2005) · Notice no PA00104449                                                                |                                                              | 46° 02′ 28″ N, 0° 00′ 30″ O |              |
|                                                     | Château de Serre                             | Abzac                       | Classé MH (1988) · Inscrit MH (1988) · Notice no PA00104195                                             |                                                              | 46° 06′ 32″ N, 0° 42′ 12″ E |              |
| Logis                                               | Logis de Sigogne                             | Coulgens                    | Inscrit MH (1986) · Notice no PA00104342                                                                |                                                              | 45° 49′ 37″ N, 0° 16′ 15″ E |              |
| Logis                                               | Logis de Sireuil                             | Sireuil                     | Inscrit MH (1964) · Notice no PA00104519                                                                |                                                              | 45° 36′ 55″ N, 0° 00′ 32″ E |              |
|                                                     | Château de Suaux                             | Suaux                       | | XVIe siècle, mairie                                          | 45° 51′ 02″ N, 0° 30′ 33″ E |              |
| Logis                                               | Logis de Tessé                               | La Forêt-de-Tessé           | Inscrit MH (1994) · Notice no PA00132804                                                                |                                                              | 46° 04′ 16″ N, 0° 04′ 43″ E |              |
| Néo-classique                                       | Château de Tilloux                           | Bourg-Charente              | | XVIIIe siècle, XIXe siècle                                   | 45° 39′ 18″ N, 0° 13′ 05″ O |              |
| Logis                                               | Logis de la Tourgarnier                      | Angoulême                   | Inscrit MH (1925, 1949) · Notice no PA00104221                                                          |                                                              | 45° 38′ 27″ N, 0° 10′ 13″ E |              |
| Logis                                               | Logis des Tours                              | Villefagnan                 | Inscrit MH (1951) · Notice no PA00104543                                                                |                                                              | 46° 00′ 43″ N, 0° 04′ 53″ E |              |
|                                                     | Château de Touvérac                          | Touvérac                    | |                                                              | 45° 23′ 04″ N, 0° 12′ 37″ O |              |
| Ruine ou disparu                                    | Château de Touvre                            | Touvre                      | |                                                              | 45° 39′ 51″ N, 0° 15′ 12″ E |              |
| Château fort                                        | Château de la Tranchade                      | Garat                       | Classé MH (1970) · Notice no PA00104373                                                                 |                                                              | 45° 37′ 07″ N, 0° 14′ 27″ E |              |
|                                                     | Château de Triac                             | Triac-Lautrait              | |                                                              | 45° 40′ 36″ N, 0° 07′ 01″ O |              |
| Résidence épiscopale                                | Château de Vars                              | Vars                        | |                                                              | 45° 45′ 46″ N, 0° 07′ 24″ E |              |
| Maison (noble)                                      | Logis de la Vergne (Maison de Maria Casarès) | Alloue                      | Inscrit MH (2002) · Notice no PA16000021 · Notice no IA16001654 · Maisons des Illustres Notice no MI130 | XVe et XVIIe siècles, XXe siècle                             | 46° 01′ 08″ N, 0° 31′ 12″ E |              |
| Néo-Renaissance                                     | Château de Verteuil                          | Verteuil-sur-Charente       | Classé MH (2017) · Notice no PA00104534                                                                 |                                                              | 45° 58′ 57″ N, 0° 13′ 50″ E |              |
| Château fort · Ruine ou disparu                     | Château de Vibrac                            | Vibrac                      | Notice no IA00041909                                                                                    | XVe et XVIIIe siècles                                        | 45° 38′ 26″ N, 0° 03′ 54″ O |              |
|                                                     | Château de Vilhonneur                        | Moulins-sur-Tardoire        | Inscrit MH (1966) · Notice no PA00104538                                                                |                                                              | 45° 40′ 51″ N, 0° 25′ 13″ E |              |
|                                                     | Château de Villars-Marange                   | Mérignac                    | Inscrit MH (2007) · Notice no PA16000037                                                                |                                                              | 45° 41′ 34″ N, 0° 02′ 30″ O |              |
| Logis                                               | Logis de la Villatte                         | Ansac-sur-Vienne            | Inscrit MH (1991) · Notice no PA00104560                                                                |                                                              | 45° 59′ 24″ N, 0° 38′ 05″ E |              |
| Château fort                                        | Château de Villebois-Lavalette               | Villebois-Lavalette         | Classé MH (2005) · Notice no PA00104541                                                                 |                                                              | 45° 29′ 02″ N, 0° 16′ 57″ E |              |
| Maison forte                                        | Château de Villevert                         | Esse                        | Inscrit MH (1988) · Notice no PA00104362                                                                |                                                              | 46° 01′ 21″ N, 0° 41′ 29″ E |              |
|                                                     | Château de Vouzan                            | Vouzan                      | Inscrit MH (1986) · Notice no PA00104549                                                                |                                                              | 45° 35′ 55″ N, 0° 20′ 44″ E |              |